# Polônia nos Jogos Olímpicos de Inverno de 1960
A  Polônia competiu nos Jogos Olímpicos de Inverno de 1960, em Squaw Valley, nos Estados Unidos.